# Tichosina dubia
Tichosina dubia är en armfotingsart som beskrevs av Cooper 1977. Tichosina dubia ingår i släktet Tichosina och familjen Terebratulidae. Inga underarter finns listade i Catalogue of Life.